# Landolin Ohmacht
Landolin Ohmacht, né le 11 novembre 1760 à Dunningen près de Rottweil au Wurtemberg et mort le 31 mars 1834 à Strasbourg, est un sculpteur allemand, actif à Strasbourg au début du XIXe siècle.

## Biographie
Vers 1801, il s'installa à Strasbourg, en Alsace où il mourut, en 1834.

## Œuvres
Monument au général Desaix (Strasbourg)
À Strasbourg, sur la place du Général de Lattre-de-Tassigny (ancienne place de la Bourse), s'élève un monument au général Desaix assez caractéristique de l'art monumental du début du XIXe siècle et dont l'exécution en 1802 marqua le début de la carrière strasbourgeoise d'Ohmacht. Après la mort de Desaix à la bataille de Marengo en 1800, le général Moreau décide la construction, sur l'île aux Épis, d'un monument en son honneur. La conception d'ensemble est confiée à un architecte de Karlsruhe, Friedrich Weinbrenner, et celle des parties sculptées à Landolin Ohmacht, qui vient alors s'installer avec sa famille à Strasbourg, une ville qu'il ne quittera plus. Un socle massif de deux mètres, décoré de chaque côté de deux faisceaux de licteurs, supporte un sarcophage à l'antique, lui-même surmonté d'un casque d'hoplite de taille respectable. Quatre bas-reliefs ornant la section centrale mettent en scène la vie du général : Desaix couronné par Mars et Bellone ; Desaix commandant ses troupes lors du passage du Rhin ; Desaix affrontant victorieusement les Mamelouks : enfin Desaix succombant à Marengo. 

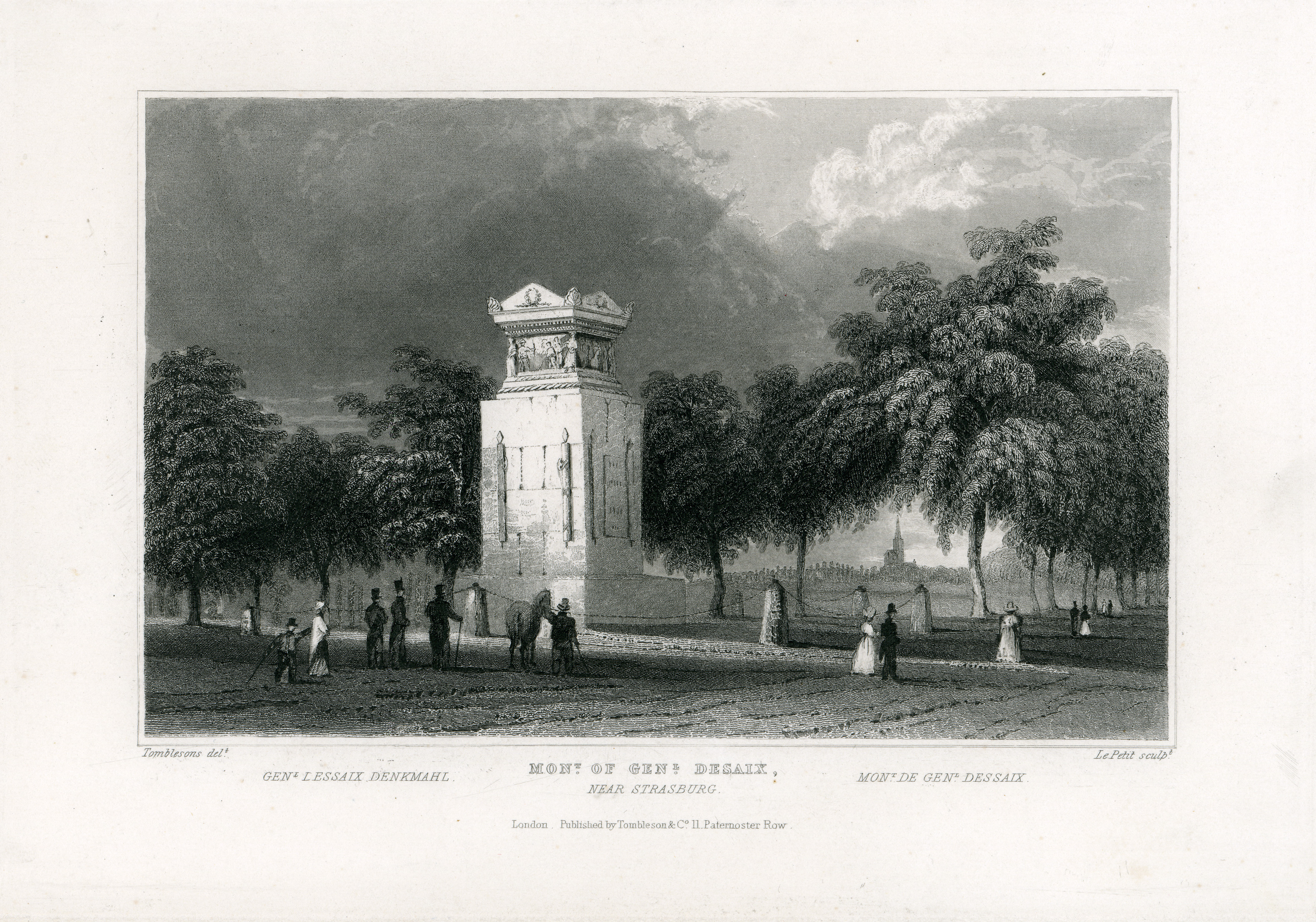
Gravure ancienne
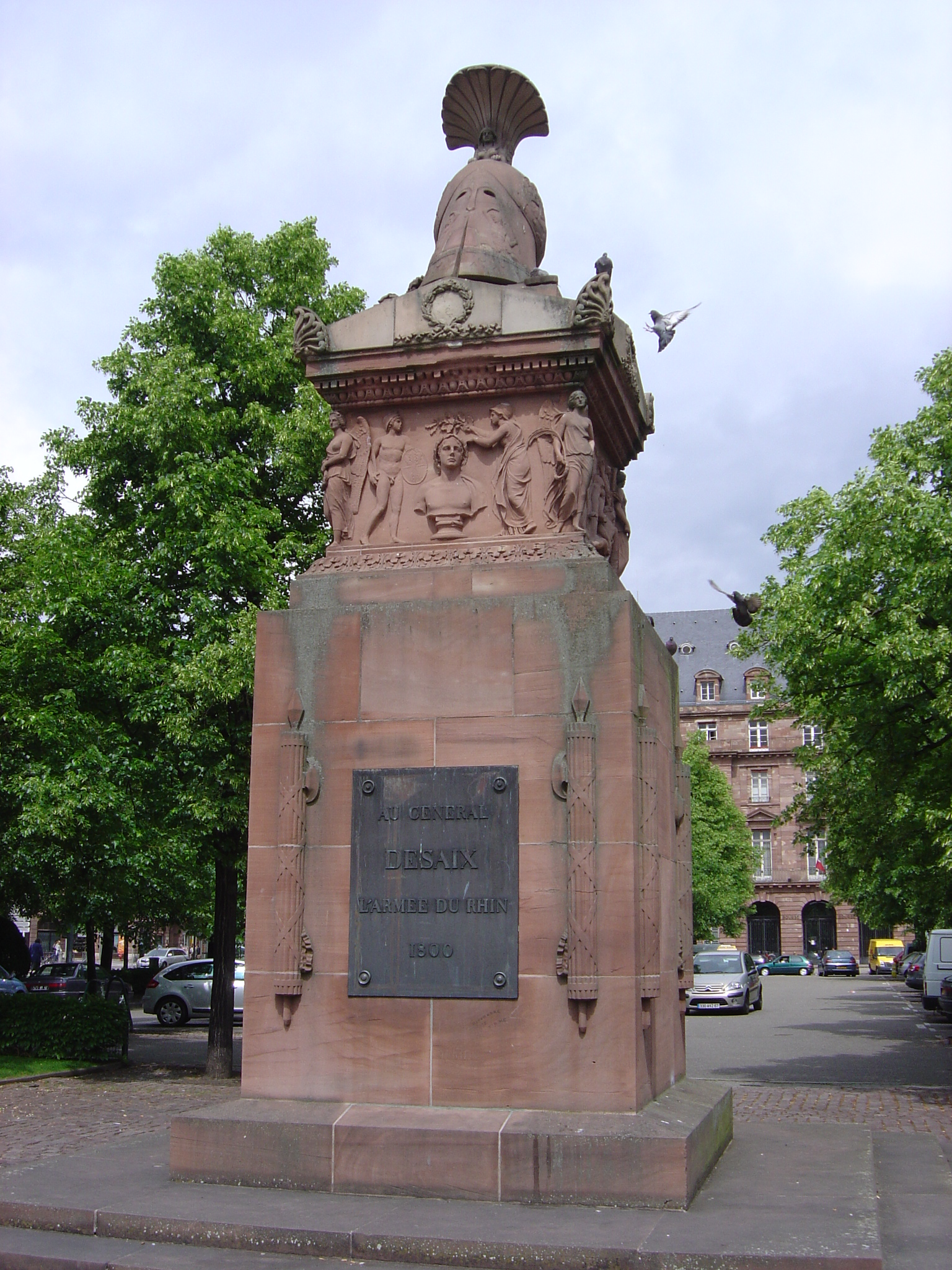
Le monument conçu par Friedrich Weinbrenner
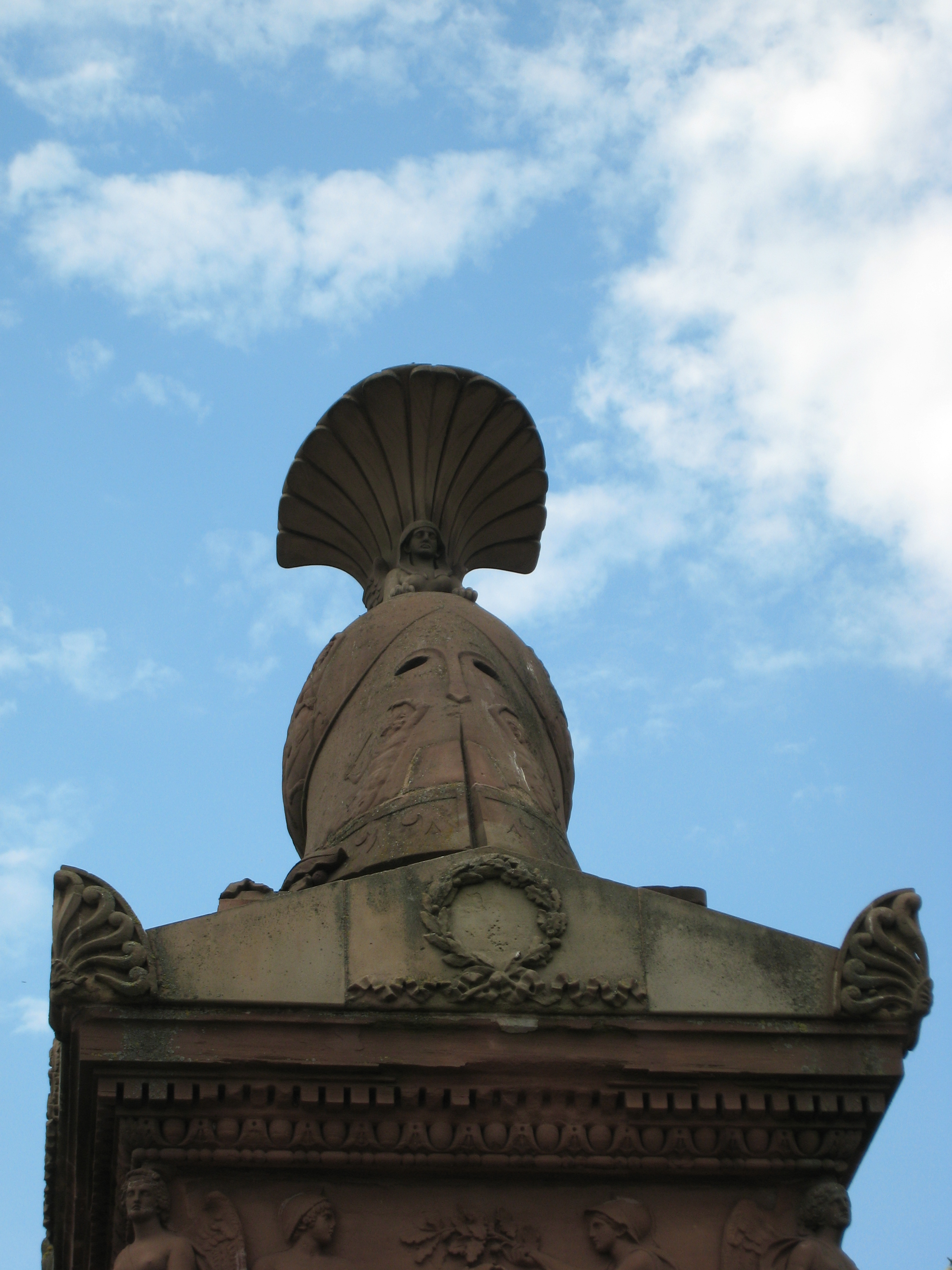
Casque d'hoplite
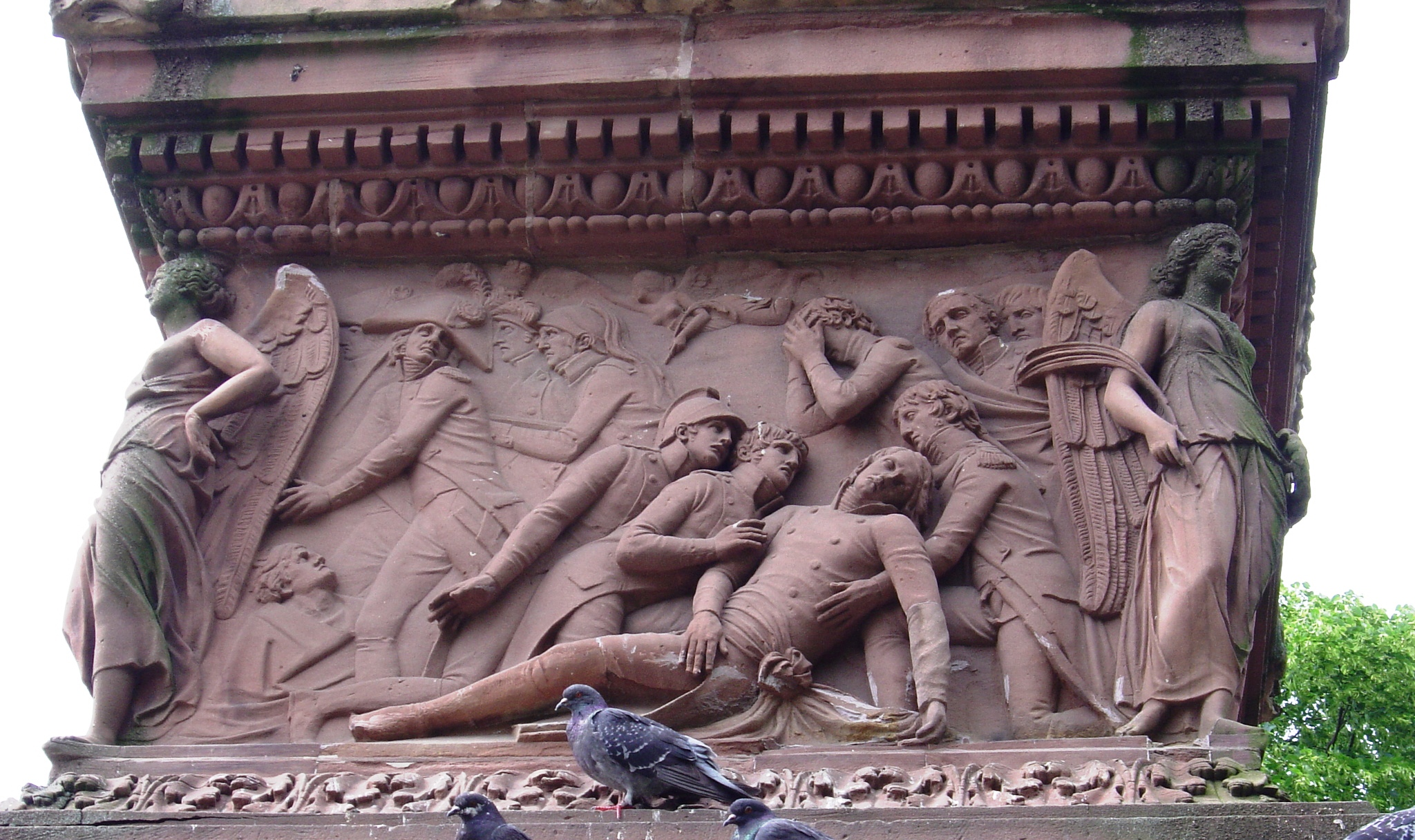
Bas-relief : la mort de Desaix à Marengo

Sculptures des parcs de Munster (Haut-Rhin)
- Sphinx, Griffon, Neptune : sculptures destinées au château de l'espion Karl Schulmeister à la Meinau, aujourd'hui installées dans le parc Albert-Schweitzer et le parc de la Fecht à Munster (Haut-Rhin)

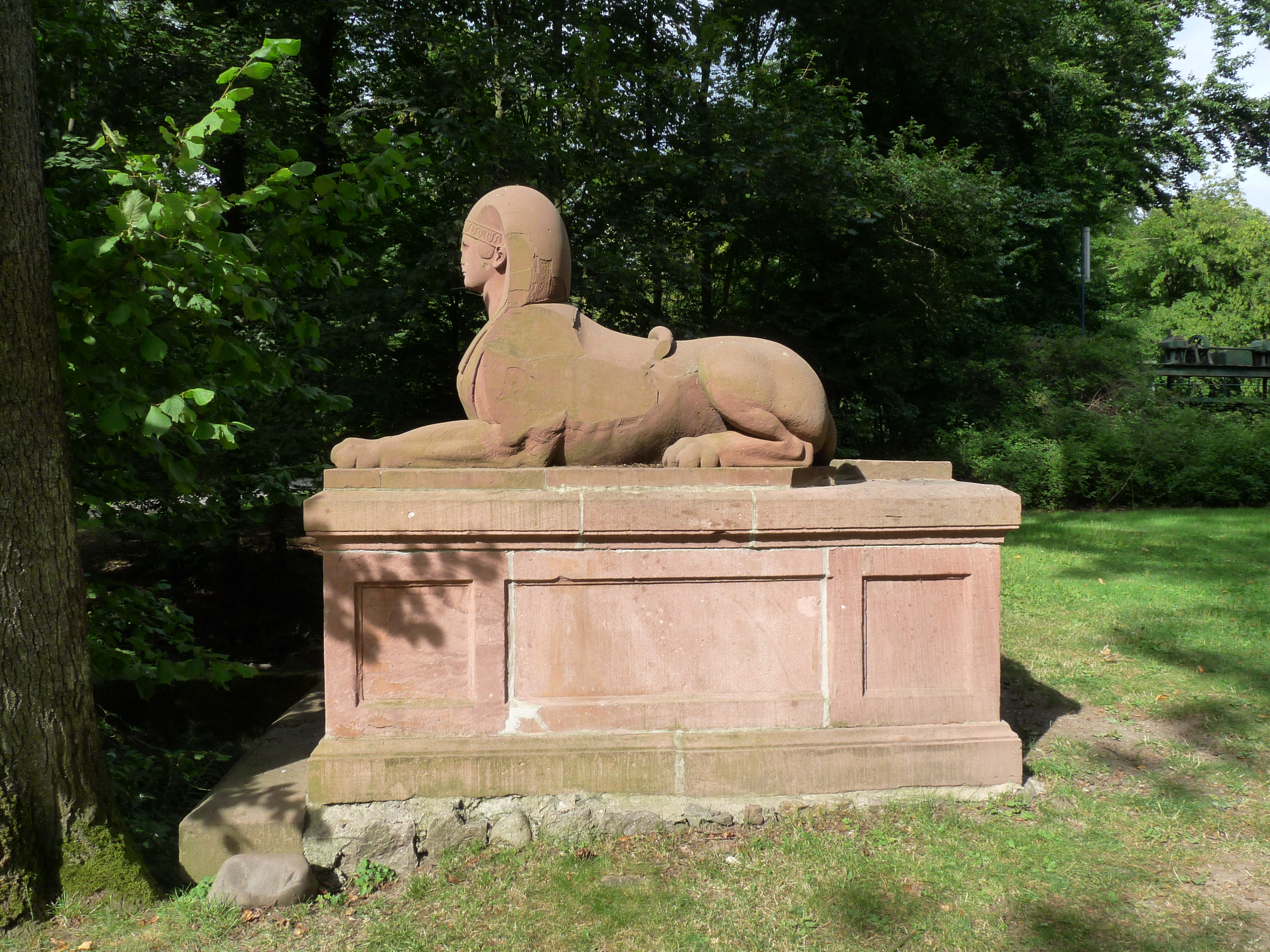
Sphinx
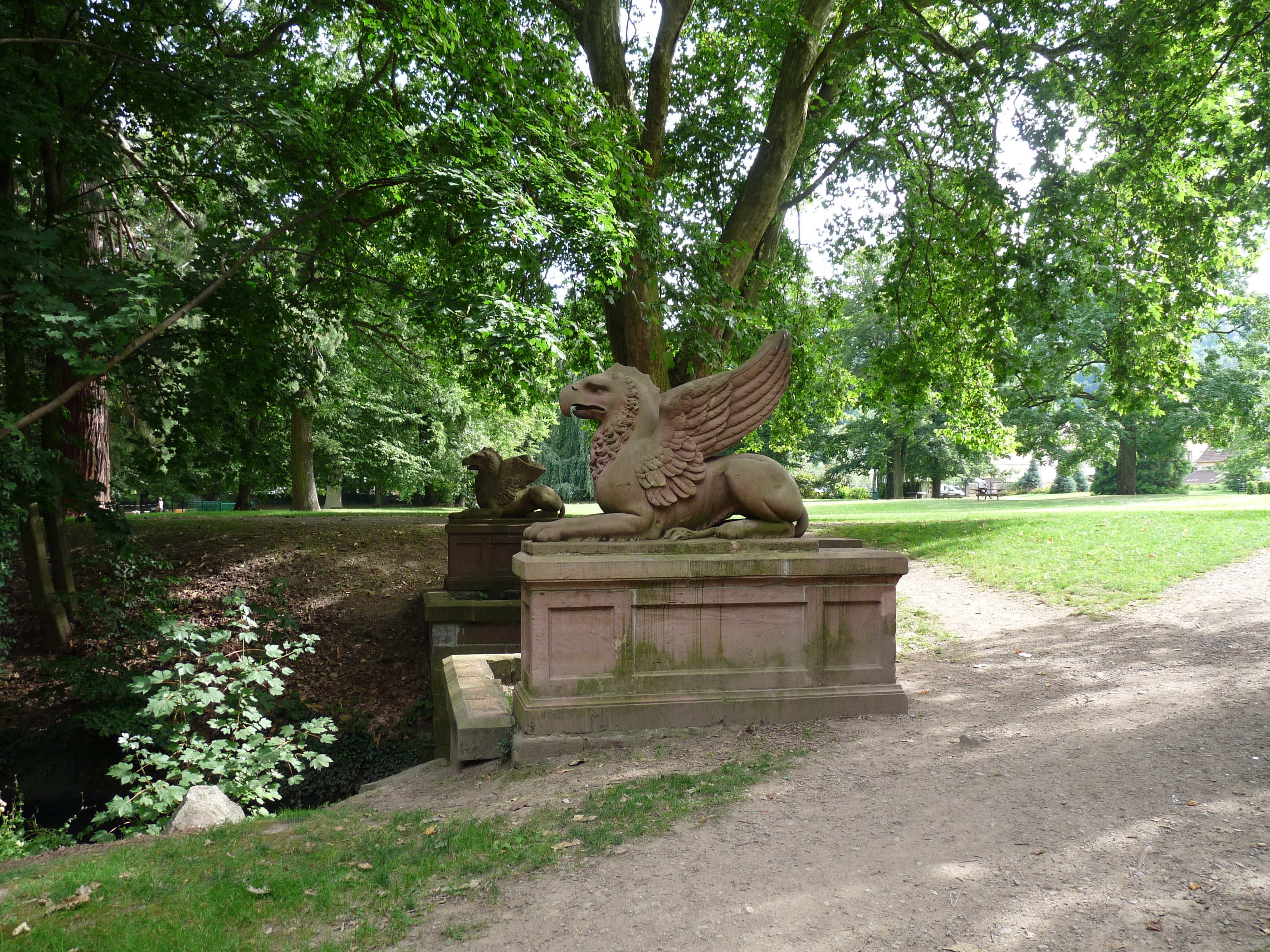
Griffon
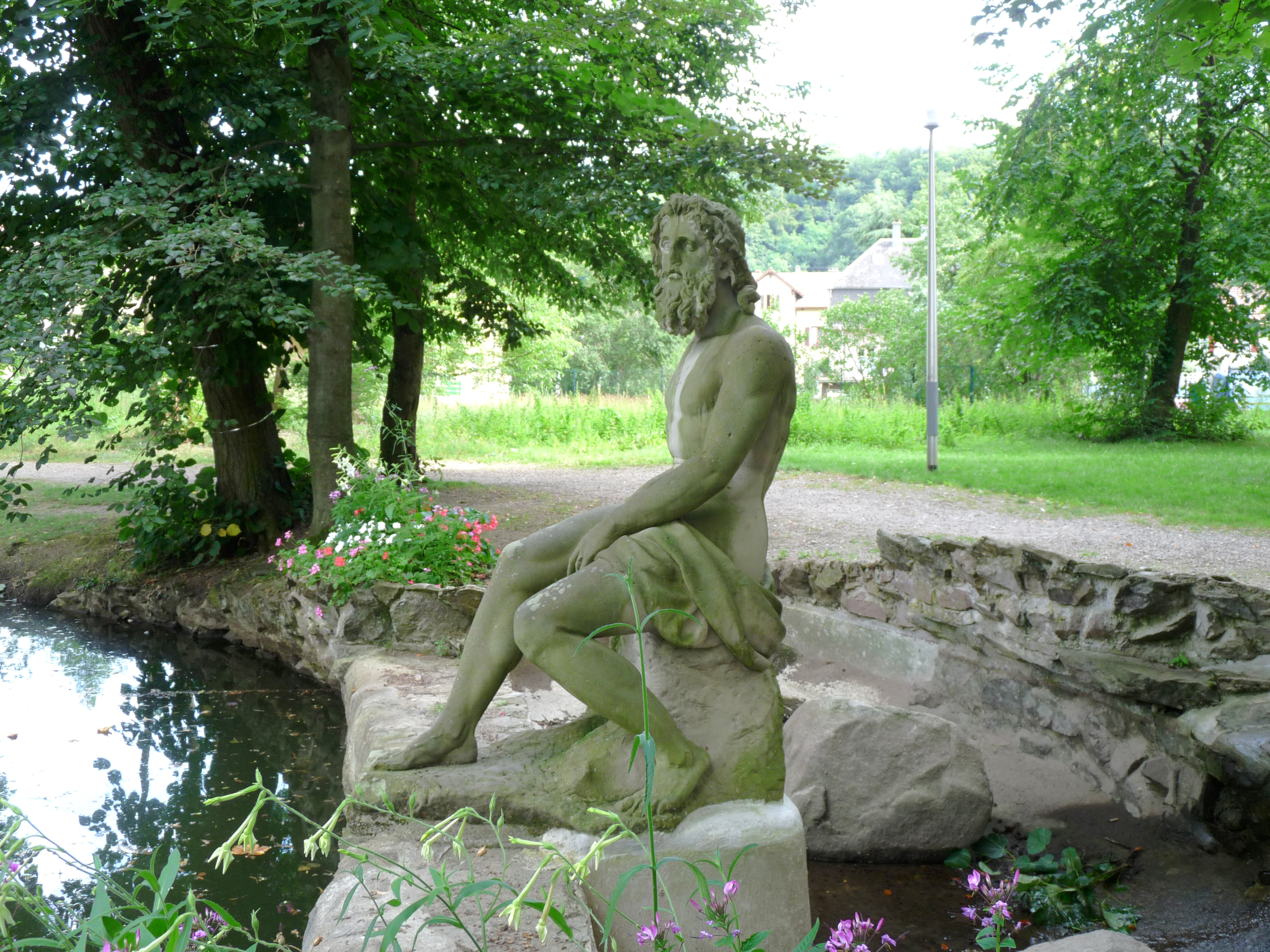
Neptune

Monuments funéraires de l'église Saint-Thomas (Strasbourg)
L'église Saint-Thomas de Strasbourg abrite les monuments funéraires de quatre personnalités strasbourgeoises réalisés par Landolin Ohmacht : ceux du juriste et homme politique Christophe-Guillaume Koch, du philologue Jérémie-Jacques Oberlin – frère du pasteur Jean-Frédéric Oberlin dont il sculpta également l'effigie pour l'église de Waldersbach –, du linguiste et théologien Frédéric-Charles-Timothée Emmerich et du médecin anatomiste François-Daniel Reisseissen.

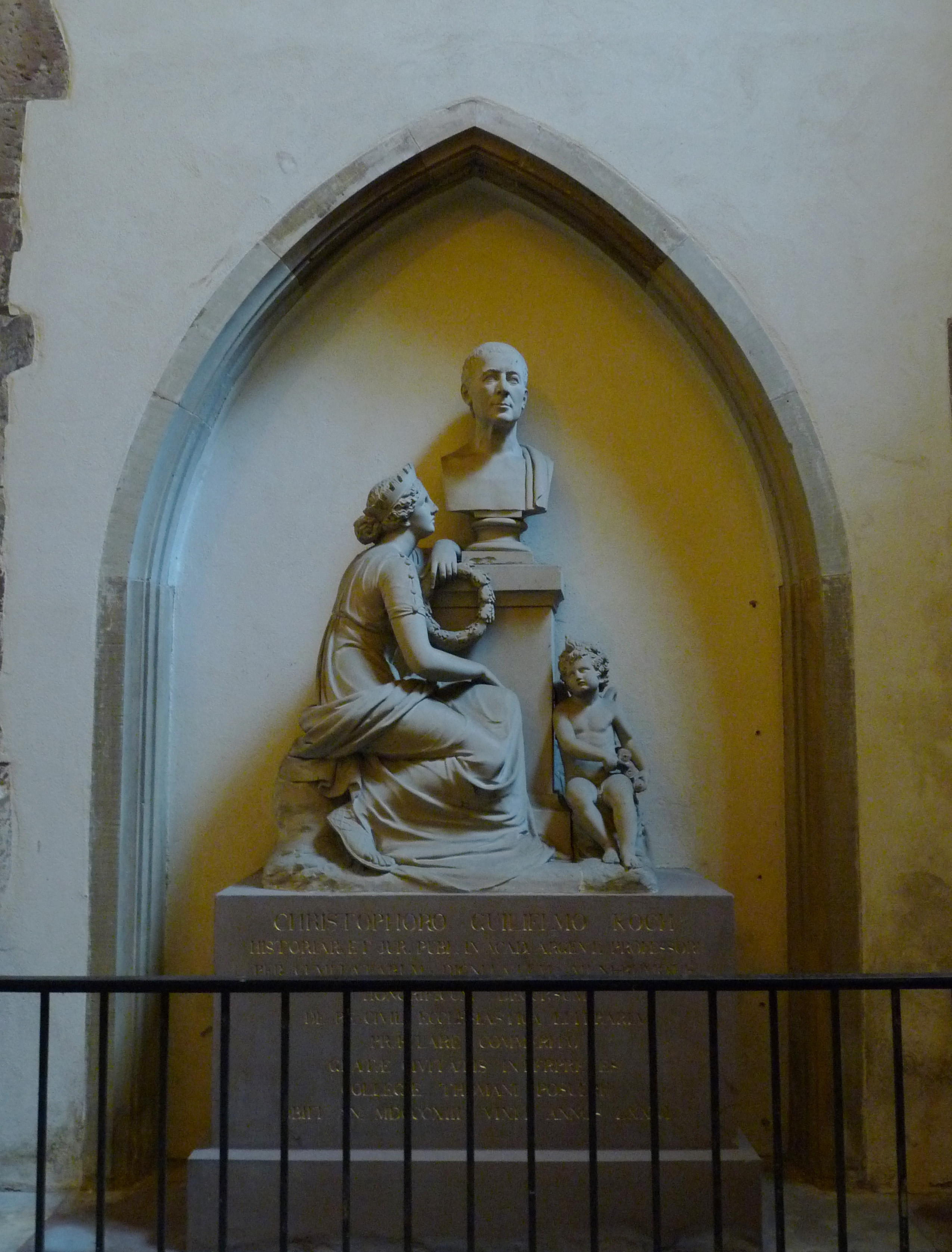
Christophe-Guillaume Koch
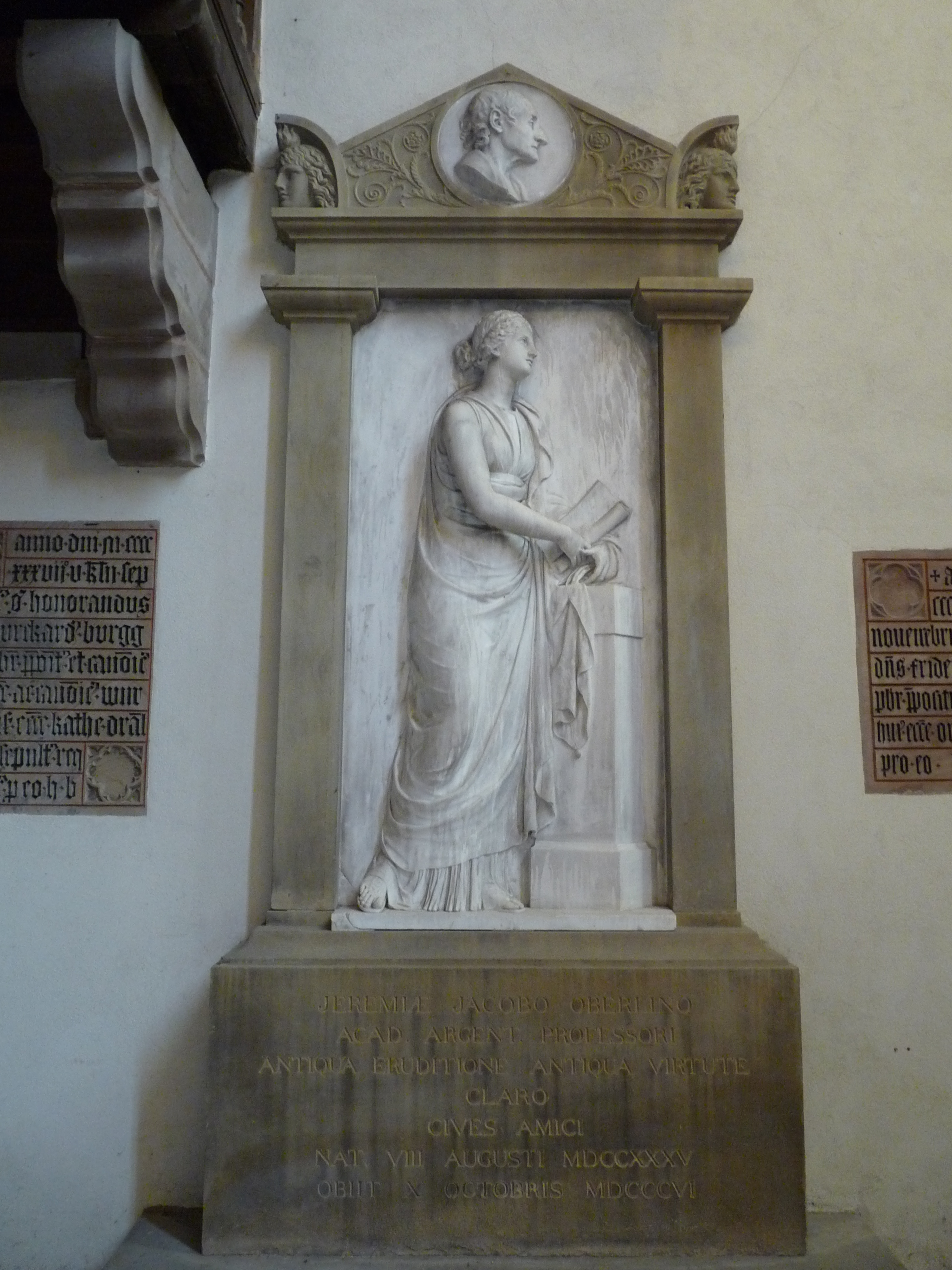
Jérémie-Jacques Oberlin
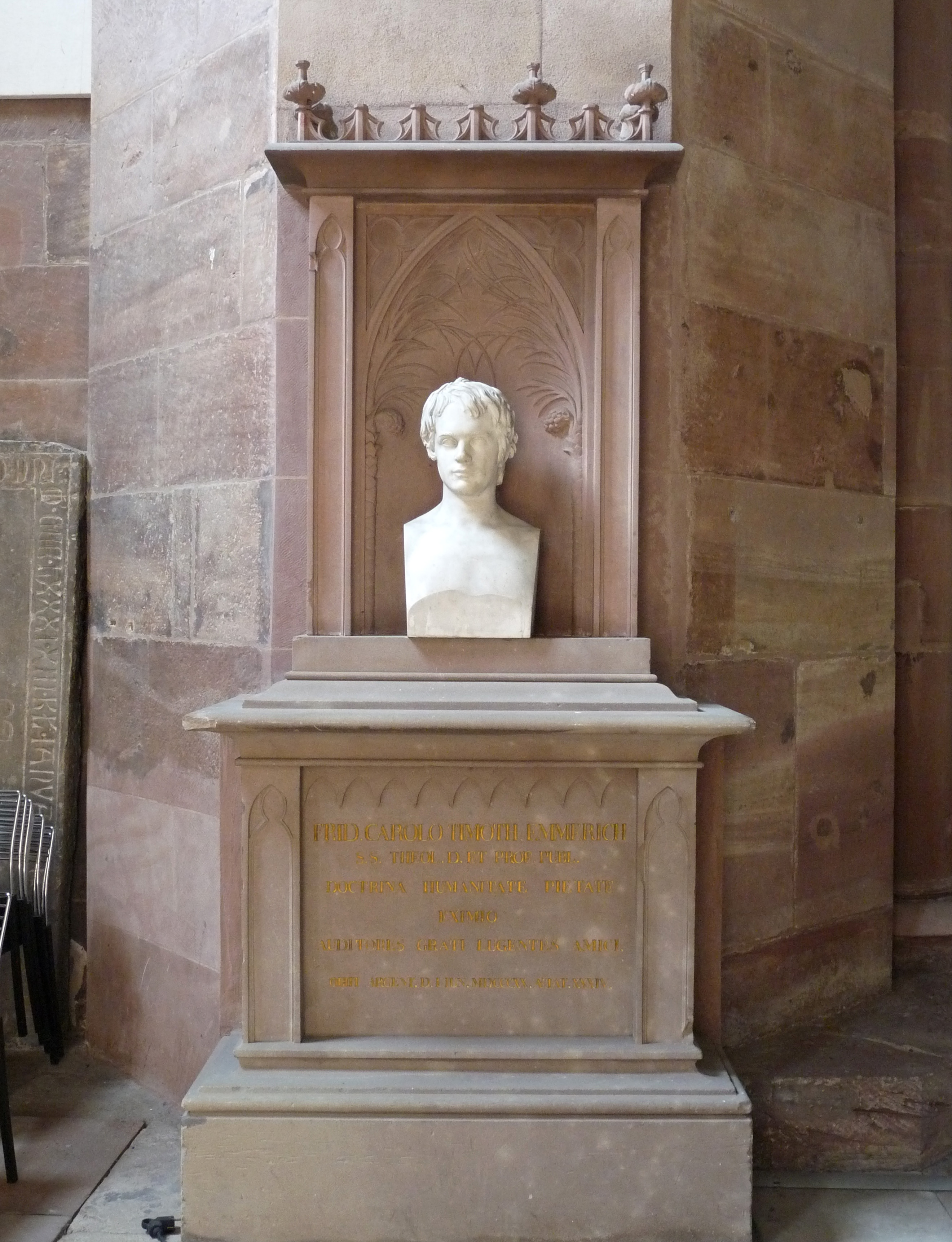
Frédéric-Charles-Timothée Emmerich
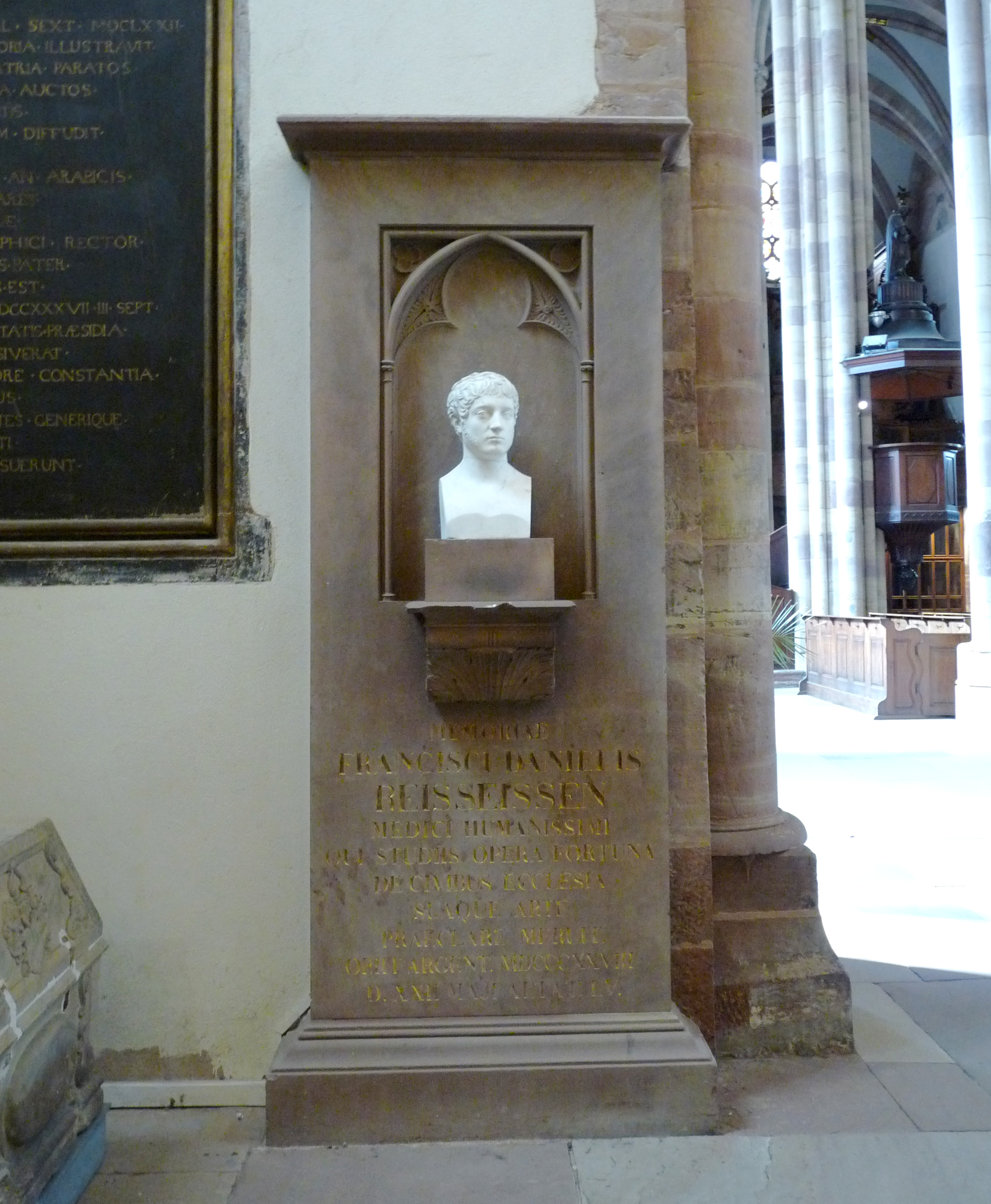
François-Daniel Reisseissen

Muses de l'Opéra de Strasbourg
Les six Muses sur le péristyle de la façade de l'Opéra de Strasbourg
Buste du préfet Lezay-Marnésia.
D'autres œuvres se trouvent à Munich et dans la cathédrale de Spire

## Hommages

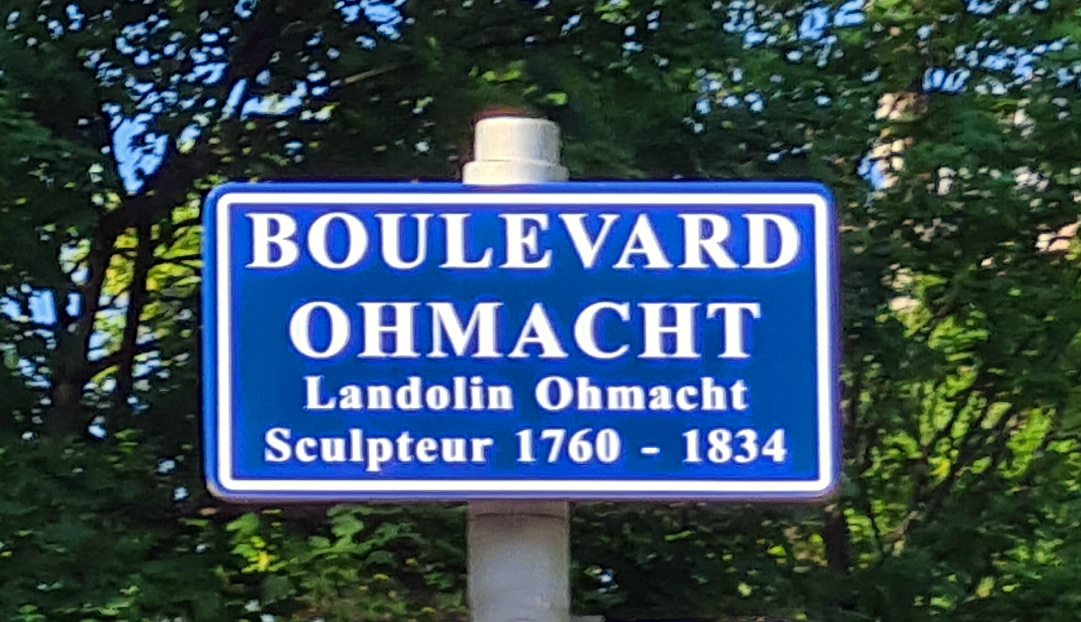
Plaque du boulevard Ohmacht à Strasbourg.

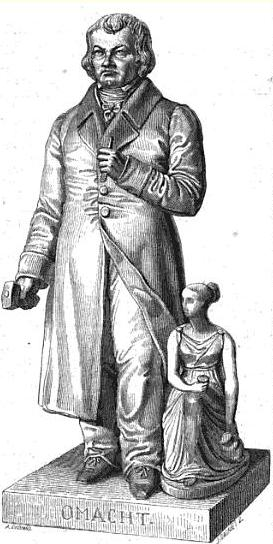
Landolin Ohmacht (dessin de Jules Gagniet), Le Magasin pittoresque, 1851).

Un boulevard de Strasbourg porte son nom.